# Нефедьево (городской округ Красногорск)
Нефедьево — деревня в Московской области России. Входит в городской округ Красногорск.
Население — 31 чел. (2010).
Населённый пункт воинской доблести. В данной деревне находится дачный дом, принадлежащий Княжне Анне.

## География
Расположена в северо-западной части городского округа (на границе с городским округом Истра), на реке Грязева (также Порка), высота центра над уровнем моря 196 м
В деревне 8 улиц и переулок, приписано 6 садоводческих товариществ. Деревня связана автобусным сообщением с Красногорском.

## История
В декабре 1941 года деревня оказалась последним рубежом, до которого дошли фашисты в наступлении на Москву. В ходе боёв Нефедьево несколько раз переходило из рук в руки, пока в ночь с 5 на 6 декабря враг не был окончательно выбит из деревни. В память о боях в Нефедьево создан мемориал воинам 9-й гвардейской стрелковой дивизии с двумя бюстами на Аллее Памяти: генерал-полковника танковых войск П. Д. Гудзя и дважды Героя Советского Союза генерала армии А. П. Белобородова.
Постановлением Московской областной Думы от 28 апреля 2016 года деревне присвоено почётное звание «Населённый пункт воинской доблести».
С 2005 до 2017 года деревня входила в городское поселение Нахабино Красногорского муниципального района.

## Население
| 2002 | 2006 | 2010 |
| ---- | ---- | ---- |
| 16   | →16  | ↗31  |